# Траунер, Гернот
Ге́рнот Тра́унер (нем. Gernot Trauner; родился 7 декабря 1993 года, Вена, Австрия) — австрийский футболист, защитник клуба «Фейеноорд» и сборной Австрии. Участник чемпионата Европы 2024.

## Клубная карьера
Траунер — воспитанник клуба ЛАСК. 31 июля 2010 года в матче против «Рида» он дебютировал в австрийской Бундеслиге. Летом 2012 года Траунер перешёл в «Рид». 1 сентября в матче против «Штурма» он дебютировал за новый клуб. 7 марта 2015 года в поединке против «Грёдига» Гернот забил свой первый гол за «Рид». Летом 2017 года Траунер вернулся в ЛАСК. 17 февраля 2018 года в поединке против «Райндорф Альтах» Гернот забил свой первый гол за основной состав. 12 декабря 2019 года в матче Лиги Европы против лиссабонского «Спортинга» он отметился забитым мячом. 1 октября 2020 года в поединке Лиги Европы против «Спортинга» Траунер забил гол.
Летом 2021 года Траунер перешёл в нидерландский «Фейеноорд». Сумма трансфера составила 1 млн. евро. 15 августа в матче против «Виллема II» он дебютировал в Эредивизи. В 2023 году игрок помог клубу выиграть чемпионат. 19 мая 2024 года в поединке против «Эксельсиора» Гернот забил свой первый гол за «Фейеноорд». 11 декабря в матче Лиги чемпионов против пражской «Спарты» он отметился забитым мячом. В том же году Гернот стал обладателем Кубка Нидерландов. 

## Международная карьера
В 2010 году в составе юношеской сборной Австрии Траунер принял участие в юношеском чемпионате Европы во Франции. На турнире он сыграл в матчах против команд Англии, Франции и Нидерландов. В поединке против англичан Гернот забил гол.
16 октября 2018 года в товарищеском матче против сборной Дании Траунер дебютировал за сборную Австрии. 11 ноября 2020 года в поединке против сборной Люксембурга он Гернот забил свой первый гол за национальную команду.
В 2024 году Траунер принял участие в чемпиоанте Европы в Германии. На турнире он сыграл в матчах против сборных Франции и Польши. В поединке против поляков Гернот забил гол.

### Голы за сборную Австрии
| # | Дата           | Место                                   | Противник  | Счёт | Итог | Соревнование      |
| - | -------------- | --------------------------------------- | ---------- | ---- | ---- | ----------------- |
| 1 | 11 ноября 2020 | «Жози Бартель», Люксембург, Люксембург  | Люксембург | 0:1  | 0:3  | Товарищеский матч |
| 2 | 21 июня 2024   | «Олимпийский стадион», Берлин, Германия | Польша     | 0:1  | 1:3  | Евро-2024         |

## Достижения
Клубные
«Фейеноорд»
- Чемпион Нидерландов: 2022/23
- Обладатель Кубка Нидерландов: 2023/24